# Viuda alegre
Viuda alegre, est une telenovela chilienne diffusée en 2008 par TVN.

## Distribution
- Claudia Di Girólamo - Beatriz Sarmiento
- Alfredo Castro - José Pablo "Pepe" Zulueta
- Marcelo Alonso - Rodrigo Zulueta
- Daniela Lhorente - Melinka Vivanco - Main villain
- Paz Bascuñán - Sofía Valdevenito
- Francisco Reyes - Santiago Balmaceda / Simón Díaz
- Amparo Noguera - Kathy Meneses / Julita Moreno
- Francisca Lewin - Javiera Balmaceda / Sabina Díaz
- Ricardo Fernández - Franco Fonseca
- Julio Milostich - Alfonso Correa - Villain
- Álvaro Morales - Yagán Vivanco
- María José Necochea - Susana Pizarro - Villana
- Álvaro Espinoza - Alexis "Chaleco" Opazo
- Delfina Guzmán - Norita Norambuena
- Adela Secall - Paola Zulueta
- Taira Court - Emilia Recart
- Esperanza Silva - Teresita Rodríguez
- Luis Alarcón - Edgardo Mancilla
- Rodrigo Pérez - Hermógenes León
- Roxana Campos - Adela Velásquez / Hermana Inmaculada
- Mauricio Pesutic - Sandro Zapata
- José Soza - Cóndor Dionisio Vivanco
- Néstor Cantillana - Andrés Tapìa
- Óscar Hernández - Ramiro Opazo - Villain
- Begoña Basauri - Carolina Zapata
- Luis Eduardo Campos - Pedrito Pizarro
- Santiago Tupper - Marcos Hess
- Verónica Soffia - Guadalupe "Lupe" Ossandón

### Participations spéciales
- Francisco Melo - Félix Mujica - Villain
- Sergio Silva - Güilson Palacios
- Mireya Moreno - Martita
- Francisco Medina - Juan Carlos Peñaloza
- Raúl Sendra
- Daniel Mora
- Maite Fernández
- Héctor Aguilar - Pejerrey
- Luis Wigdorsky - General Directeur de l'Police
- Andrea Elitit - Sonia
- ? - Palmenia - Villain
- Eduardo Soto - Fashion Designer
- Hugo Vásquez
- Paola Volpato - Mariana Huidobro